# Kawasaki Estrella 250
Kawasaki Estrella 250 je retro motocykl kategorie nakedbike, vyvinutý firmou Kawasaki, vyráběný od roku 1992.

## Původ
Konstrukce modelu je podobná typu Kawasaki SG 250 z roku 1964, který používal motor Meguro 250 cm³ a byl kopií britských motocyklů BSA. Dvoumístný model připomíná BSA Goldstar Clubman DBD 34 z šedesátých let 20. století. Přes klasický vzhled je model vybaven současnou technologií - mj. elektrickým startérem a kotoučovými brzdami.
Dalším pokračovatelem řady retro motocyklů Kawasaki jsou Kawasaki W650, který byl vyráběn v letech 1999 až 2007 a Kawasaki W800 s vysokozdvihým řadovým dvouválcem s královskou hřídelí.

## Technické parametry
- Suchá hmotnost vozidla: 142 kg
- Pohotovostní hmotnost vozidla: 159 kg
- Maximální rychlost: 120 km/h
- Spotřeba paliva: l/100 km

## Galerie

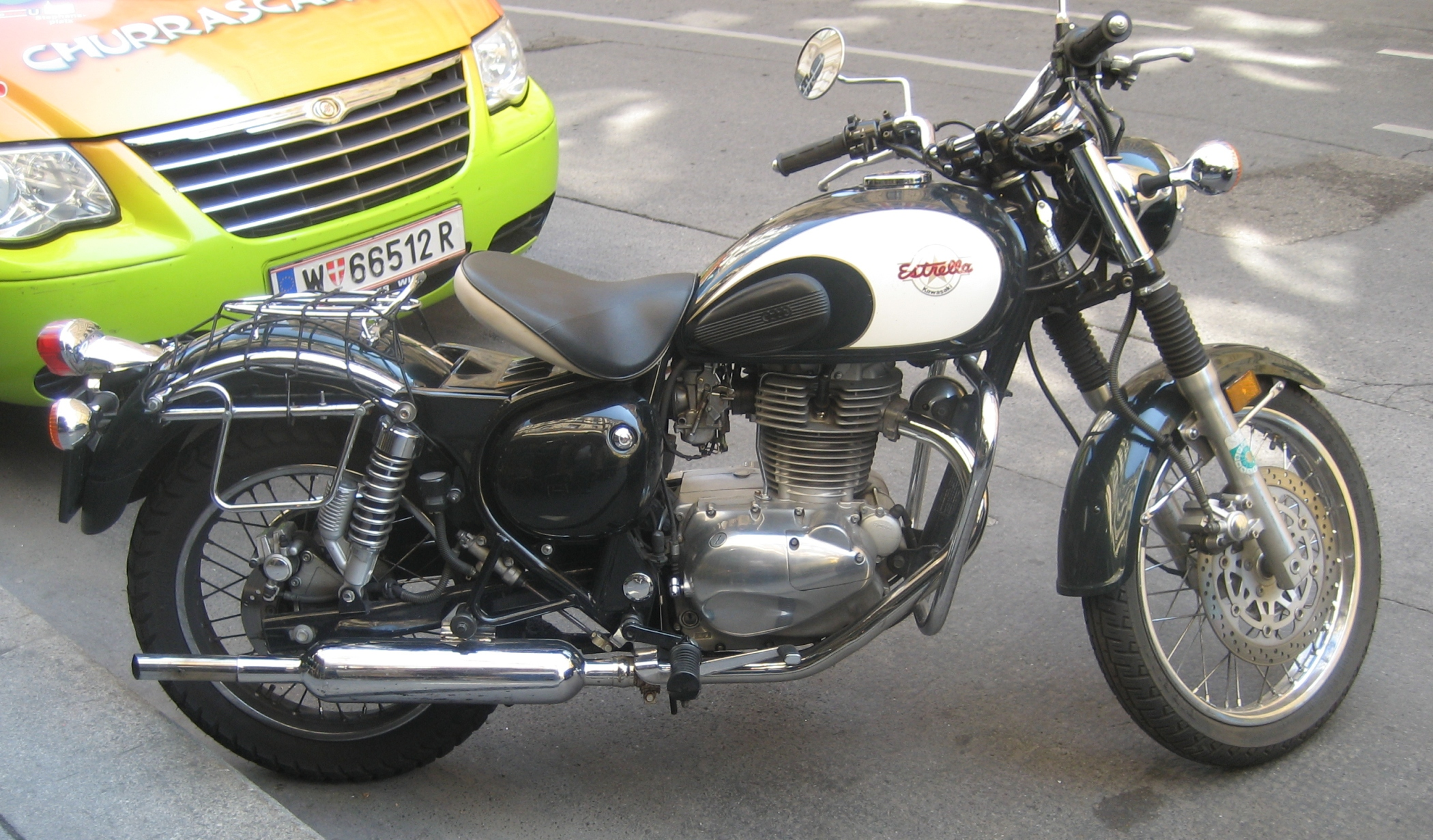
Kawasaki Estrella
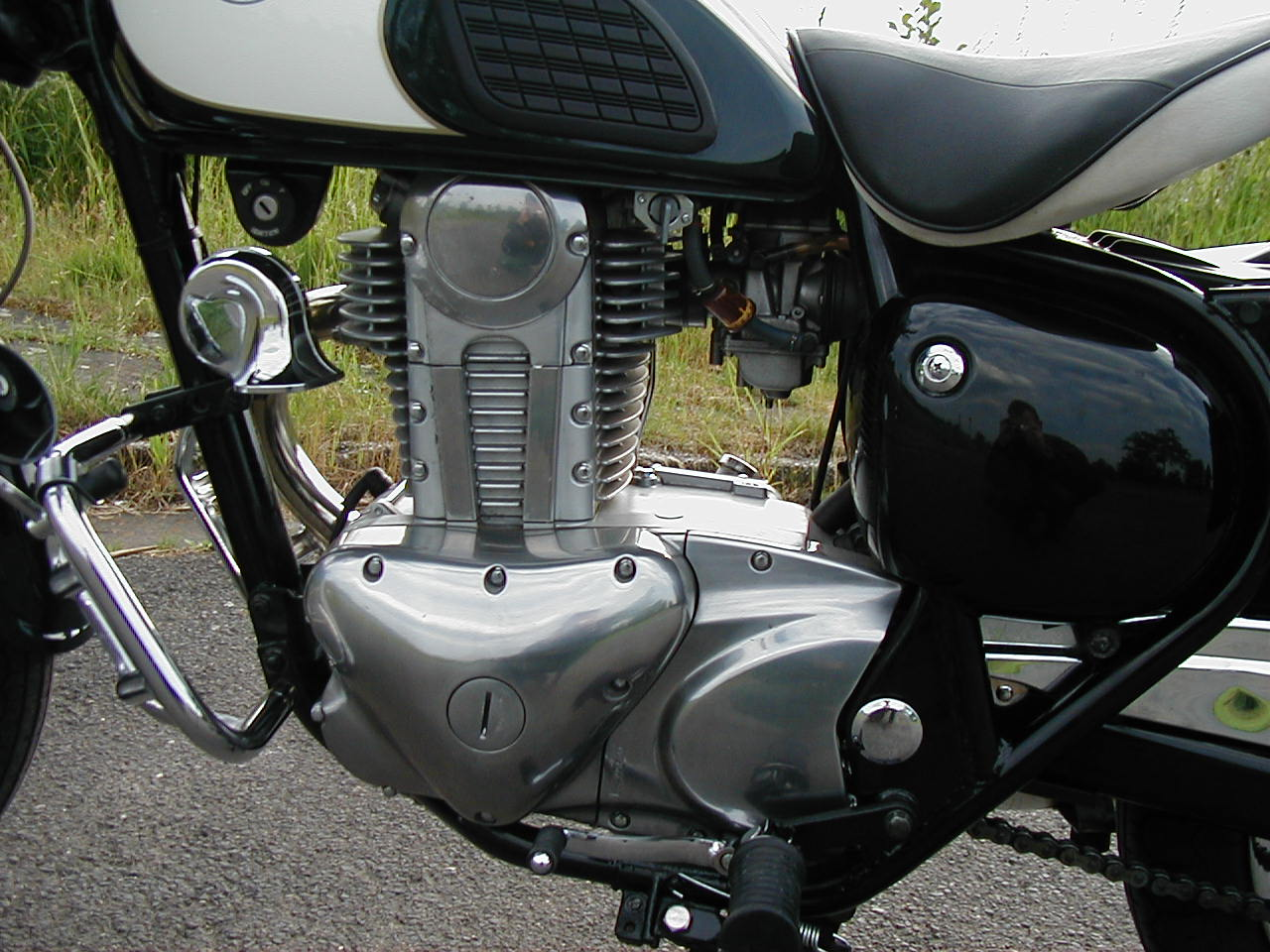
Detail motoru
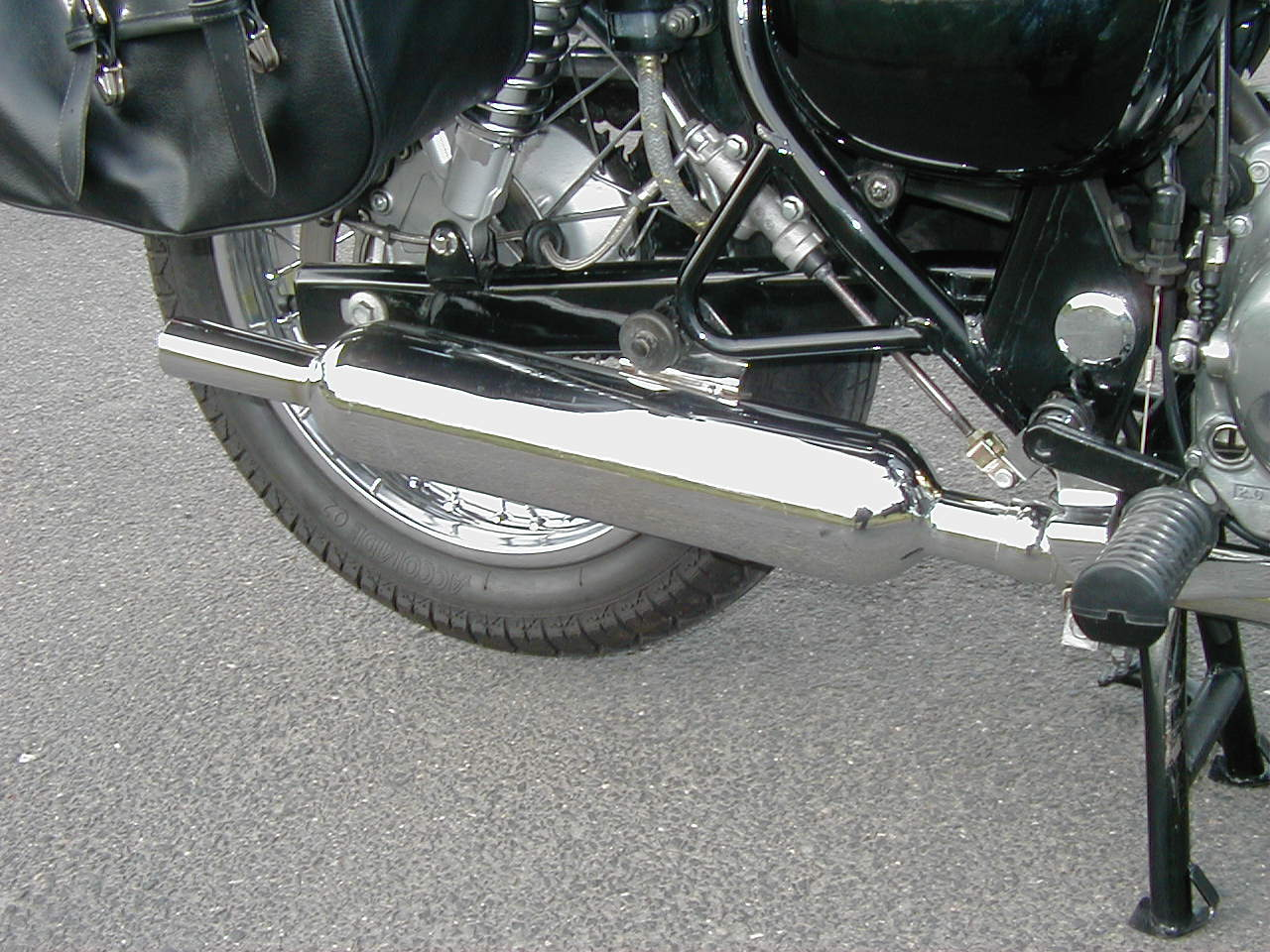
Detail výfuku
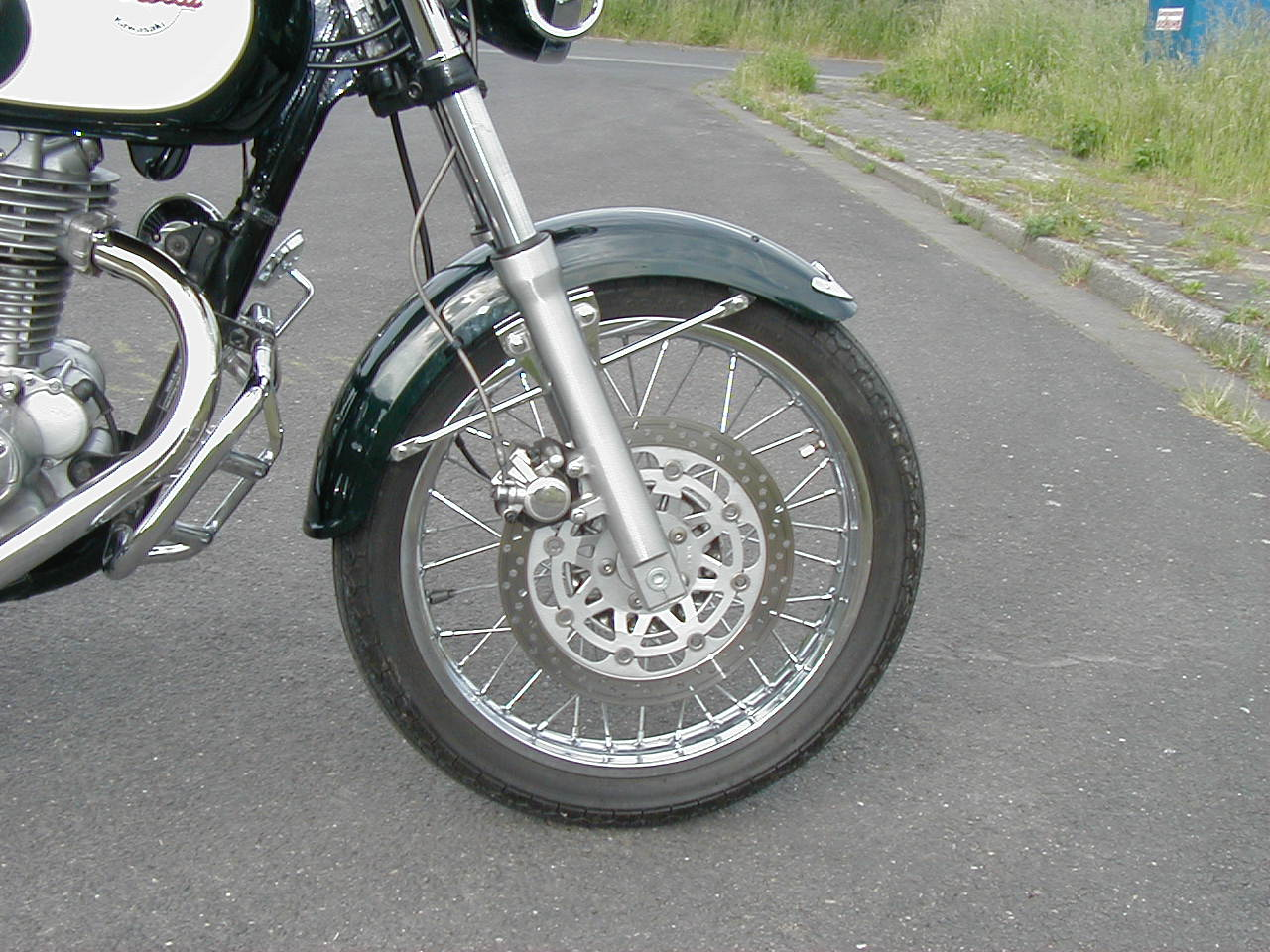
Detail předního kola
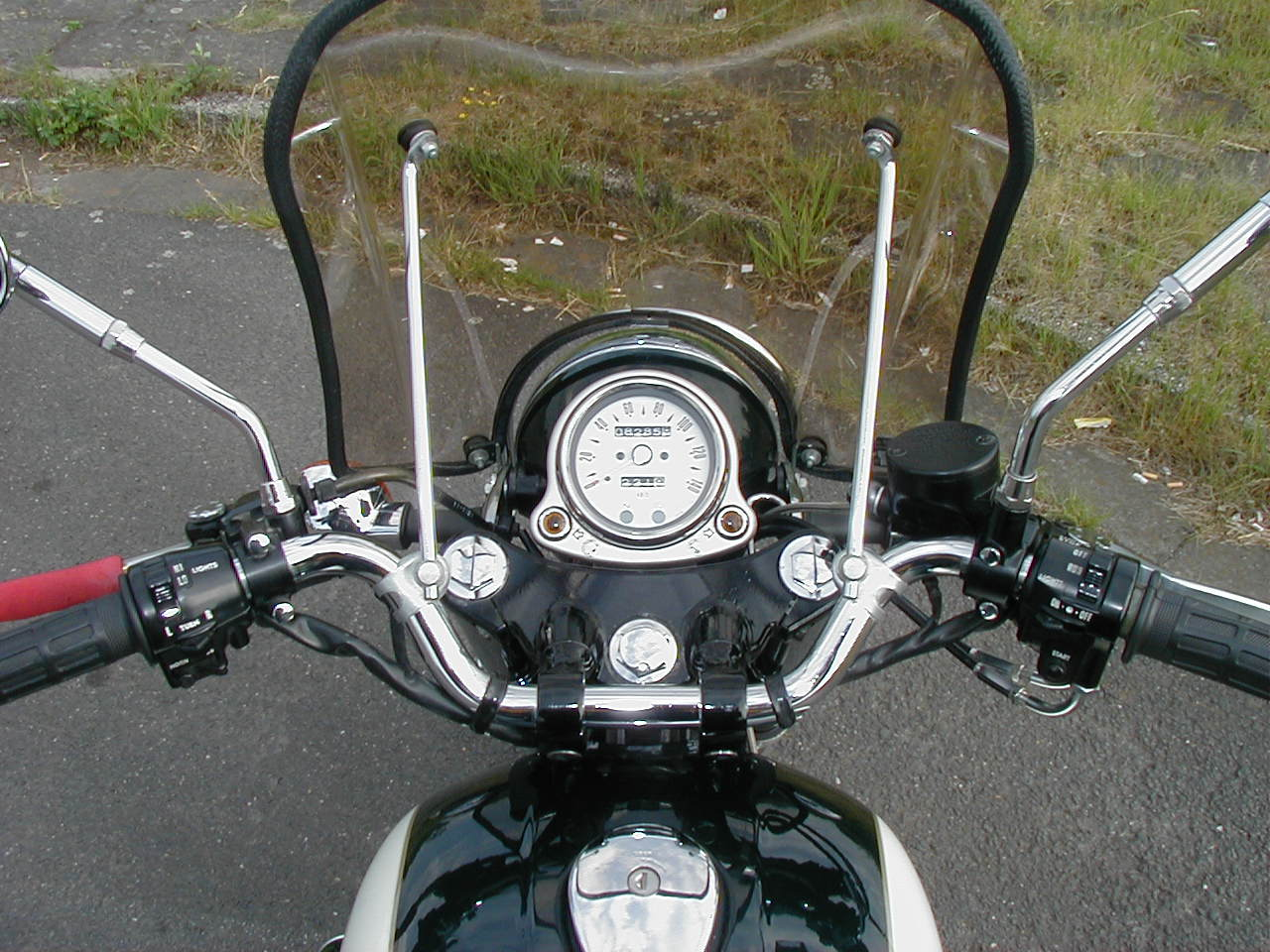
Detail tachografu